# ليروك (زلاغي الغربي)
لیروك (بالفارسية: لیروک) هي قرية تقع في إيران في قسم زلاغي الغربي الریفي. يقدر عدد سكانها بـ 213 نسمة .